# Горлов, Пётр Николаевич
Пётр Николаевич Горлов (11 мая 1839 года, Иркутск — 20 ноября 1915 года, Петроград) — русский инженер-геолог, общественный деятель, один из пионеров в разработке угольных месторождений Донбасса, Кавказа, Средней Азии и Уссурийского края. В его честь назван город Горловка, Донецкой области, два горных перевала, а также хребет в районе Восточной части Центрального Тянь-Шаня.

## Биография

### Ранние годы
Пётр Николаевич Горлов родился 11 (23) мая 1839 года в Иркутске в семье высокопоставленного чиновника и общественного деятеля. Его отец, Николай Петрович Горлов, был действительным статским советником, председателем Иркутского губернского правления, дружил с Михаилом Михайловичем Сперанским и Гавриилом Степановичем Батеньковым, открыл в Сибири масонскую ложу и был активным приверженцем идей декабристов. Детские годы Петра Николаевича прошли в Измайлово под Москвой. Учился в 1-й Московской гимназии, после её окончания поступил в Санкт-Петербургский институт корпуса горных инженеров, который окончил в 1859 году с золотой медалью.

### Работа на Донбассе
По распределению выпускников он попадает в судоходную компанию «Русское общество пароходства и торговли», где на практике постигает горное дело. В 1864 году Пётр Николаевич занимает должность младшего помощника инспектора горного промысла на землях Войска Донского. Позднее его назначают начальником II Горного округа. Вскоре молодому специалисту П. Н. Горлову доверяют строительство водоотлива на Грушевском каменноугольном руднике. Параллельно со строительством, в свободное от работы время, он занимается составлением первого профессионального горно-геологического атласа рудника, который позднее был высоко оценен крупным специалистом горного дела Григорием Петровичем Гельмерсеном и включён в состав его пластовой карты угольных месторождений Донбасса.

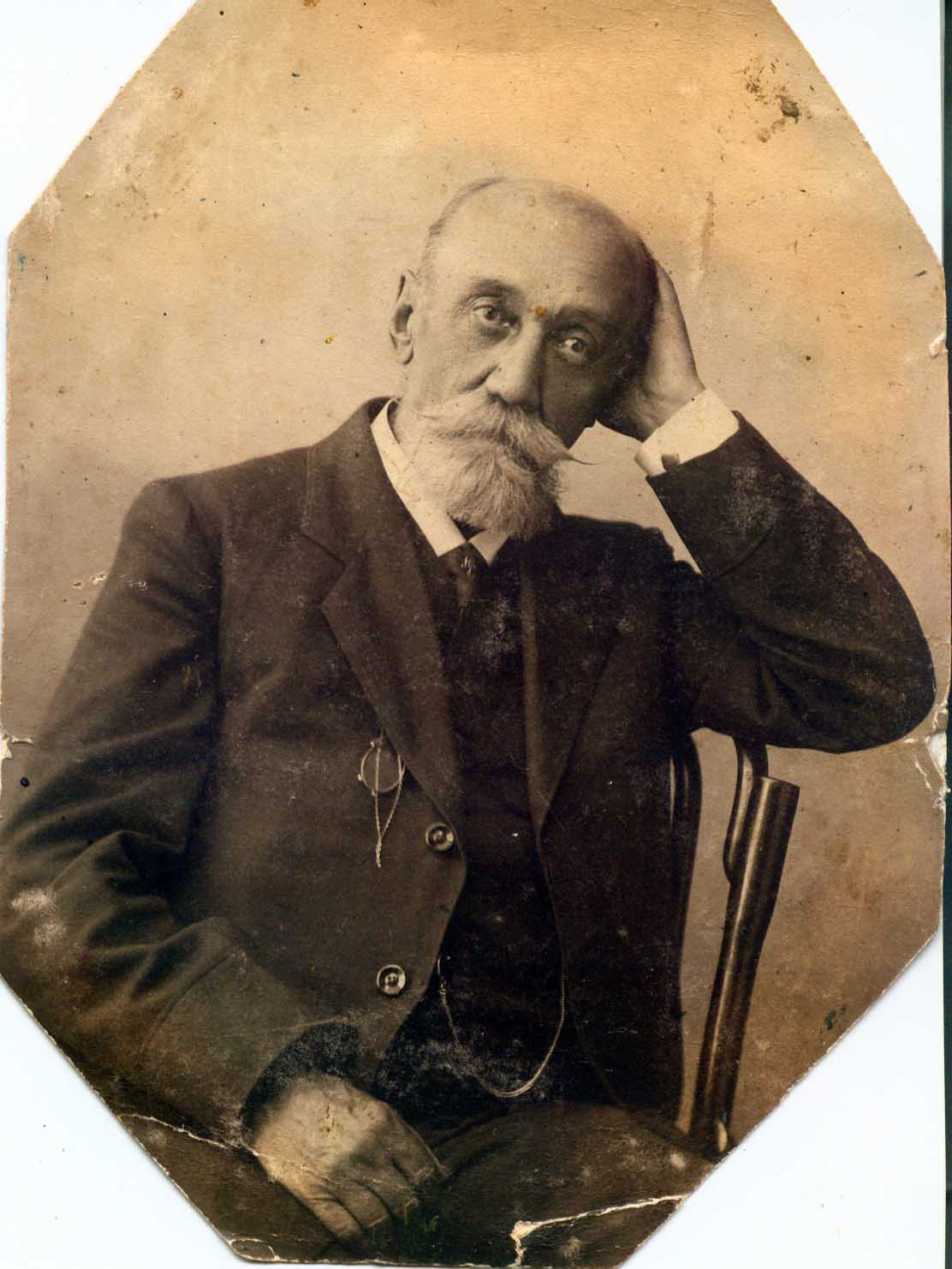
Фото П. Н. Горлова

По завершении работы на Грушевском руднике П. Н. Горлова берёт к себе на работу известный концессионер и строитель железных дорог Самуил Соломонович Поляков, который получил от царского правительства заказ на строительство Курско-Харьковско-Азовской железной дороги. П. Н. Горлов был назначен руководителем строительства первой крупной железной дороги на Донбассе. В ходе горно-геологических разведывательных работ возле р. Корсунь им было обнаружено богатое угольное месторождение. После всестороннего исследования запасов и качества угля на руднике П. Н. Горлов предложил руководству начать разработку месторождения с целью обеспечения паровозного парка будущей железной дороги дешёвым и качественным углём. Начальство отнеслось с вниманием к инициативе молодого талантливого специалиста и в скором времени две крестьянские шахты, которые находились в непосредственной близости от строящейся трассы, были переоборудованы: углублены стволы и построена система конной тяги. В работе принимали участие крестьяне из соседних слобод — Железной и Никитовки. Шахта не только полностью обеспечивала топливом донецкий участок Курско-Харьковско-Азовской железной дороги, но и частично снабжала качественным углём внутренние рынки империи. Проект по строительству железной дороги был выполнен П. Н. Горловым в кратчайшие сроки — 23 декабря 1869 года состоялось торжественное открытие движения поездов по линии Харьков—Славянск—Таганрог, что связало регион Донбасса с центром Российской империи, обеспечило его общероссийскими и зарубежными рынками сбыта угольной продукции.
После завершения строительства железной дороги П. Н. Горлов занялся обустройством каменноугольного рудника в Макеевке, где под его руководством в 1869—1871 году строится Макеевская угольная копь. Параллельно в 1870 году он занимается разведывательными работами в Таганроге. В это же время по совету П. Н. Горлова концессионер С. С. Поляков инвестирует средства не только в строительство железных дорог, но и в металлургический завод у Корсунской копи. Ему удалось добиться высочайшего указа Александра II о выделении участка земли у шахты на р. Корсунь у села Железное под строительство Азовского рельсового завода. Участок оказался необычайно богат месторождениями каменного угля, между пластами которого находились небольшие залежи железной руды.
В 1871 году С. С. Поляков пригласил П. Н. Горлова возглавить строительство. Было решено построить для нужд будущего предприятия каменноугольный рудник, который обеспечивал бы топливом мощности завода. В сентябре 1871 года (по другим данным 1 августа 1871 года) приступили к строительству шахты, которая в дальнейшем получила наименование Корсунская копь. Объект строился и эксплуатировался по последнему слову техники. Заказывать машины для шахты, вступившей в строй 1 марта 1874 года, П. Н. Горлов ездил в Бельгию. Впервые применяется потолочная система добычи каменного угля с закладкой выработанного пространства, что дало возможность начать промышленную разработку крутопадающих пластов, которая широко применяется и в наши дни. Оборудованный новейшей техникой того времени Корсунский рудник включил в себя все горные выработки ранее реконструированных П. Н. Горловым шахт и стал одним из крупнейших угольных предприятий Донбасса.
С 1872 года рядом с Корсунской копью выстраивается посёлок, где живут рабочие и находится управление рудника, который получает наименование Горловка. В это же время С. С. Поляков разработал и утвердил «Общество Южно-Русской каменноугольной промышленности», экономическую основу которого и составила Корсунская копь, уголь которой по своим характеристикам оказался одним из самых ценных в Донбассе. Стараясь привлечь иностранные инвестиции, С. С. Поляков в 1873 году выставляет образцы угля с этого рудника на промышленной выставке в Вене. В 1875 году строится железнодорожная ветка, которая соединяет шахты со станцией Корсунь. Уже к 1879 году на руднике работало более одной тысячи человек, которые добывали свыше 5 млн пудов каменного угля.
В 1877 году П. Н. Горловым закладывается новая Чегарская копь, активно ведутся новые разведывательные работы по выявлению угольных месторождений. Он занимается расширением инфраструктуры Горловки, что проявляется не только в обустройстве рудников и коксового производства, но и в строительстве народной библиотеки, больницы, церквей, школ, питомника для выращивания декоративных и фруктовых деревьев. В это же время на заседании «Общества Южно-Русской каменноугольной промышленности» П. Н. Горлов выдвигает идею создания училища по подготовке кадров для отрасли, которая заинтересовала всех акционеров. Ему же и поручают работу по созданию и открытию горного училища. П. Н. Горлов разрабатывает устав учебного заведения, в соответствии с которым четырехгодичное обучение было платным, в училище по рекомендации влиятельных лиц принимались дети горняков, чиновников, священнослужителей. Он же подбирает и преподавательский состав, участвует в наборе студентов, дарит 200 книг в библиотеку училища. 16 августа 1878 года торжественно открывается первое в Донбассе техническое учебное заведение — Горное училище Самуила Соломоновича Полякова, которое подготавливало высококвалифицированных горных мастеров и других специалистов для всего региона.
Вскоре достижения «Общества Южно-Русской каменноугольной промышленности» были отмечены на всероссийской выставке в 1881 году высшей наградой — Государственным Гербом. На промышленной выставке 1884 года в Одессе — Золотой медалью. За успехи на поприще «Общества Южно-Русской каменноугольной промышленности» был отмечен и сам П. Н. Горлов. Его награждают чином статского советника и Орденом Святой Анны II степени. В августе 1883 года П. Н. Горлов попадает в неприятную ситуацию: по просьбе друзей им был подписан вексель на крупную сумму для замены насоса на Корсунском руднике после аварии, что практически разорило инженера-геолога. После его погашения П. Н. Горлов вместе с семьёй перебирается жить в Харьков.

### Другие проекты

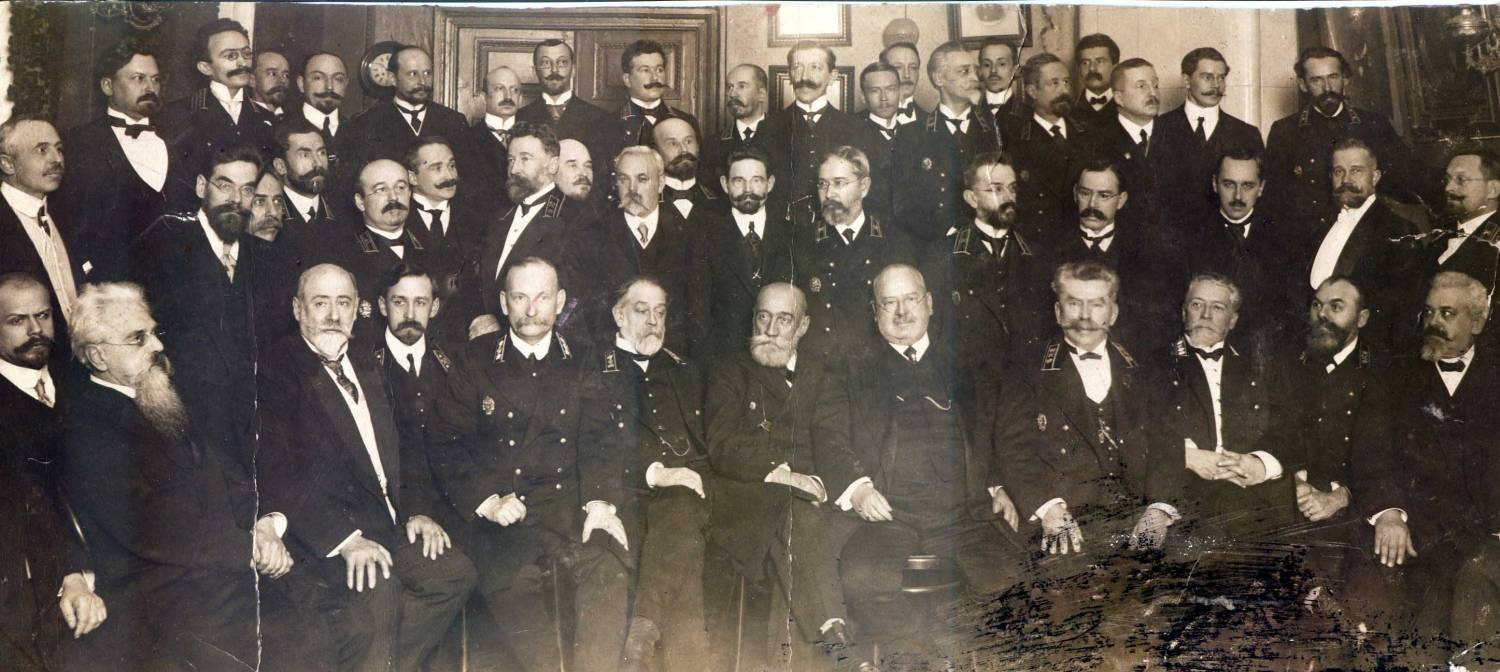
П. Н. Горлов (шестой слева, нижний ряд) среди членов Совета съезда горнопромышленников юга России. 1911 год.

В Харькове П. Н. Горлов становится соучредителем многих акционерных обществ и избирается гласным Городской Думы. По его проекту в Харькове строятся здания городской биржи, городского правления, водопровод и конно-железная дорога. Его плодотворная деятельность на государственной службе заканчивается в 1885 году выходом на пенсию, но П. Н. Горлов ещё на протяжении 30 лет продолжает плодотворно трудиться.

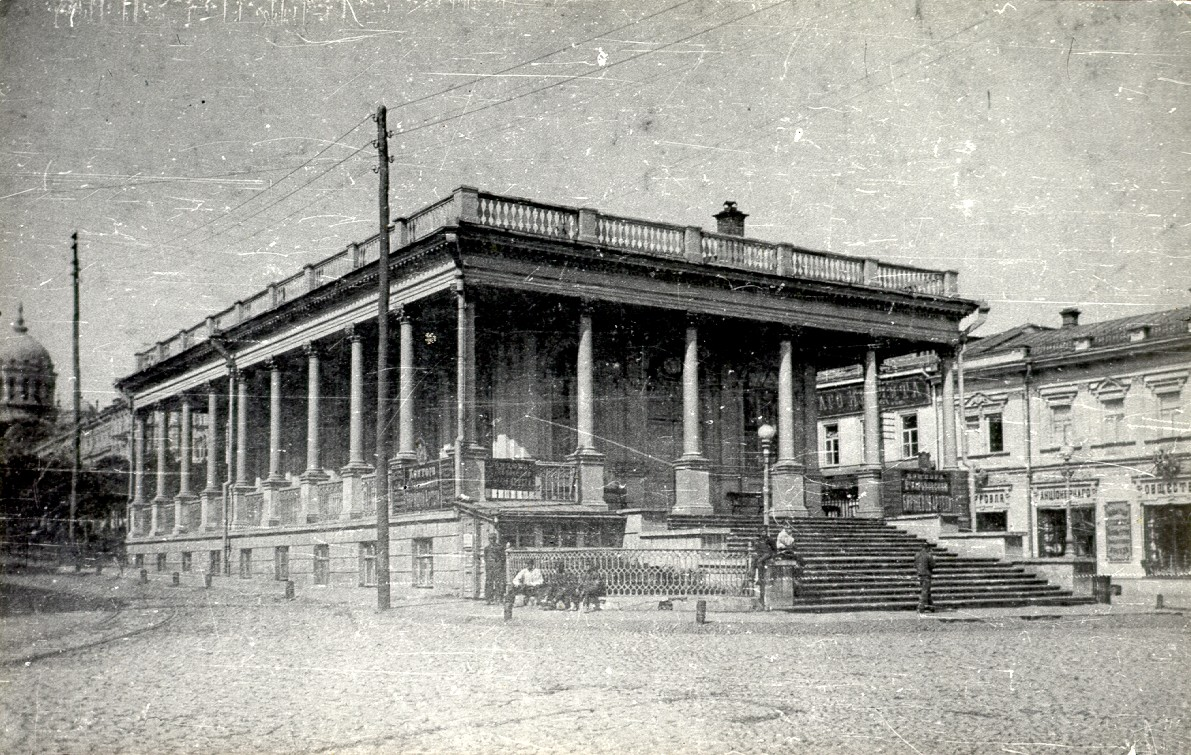
Здание Харьковской городской биржи, построенное по проекту П. Н. Горлова

В скором времени он уезжает на Кавказ, где обустраивает две копи и занимается разработкой Ткибульского месторождения, в 1892—1895 годах он служит на Уссурийской железной дороге, где по его проекту были остановлены сплавы грунта под железнодорожными насыпями и искусственными сооружениями дороги. В 1894 году П. Н. Горловым вблизи Владивостока открыты залежи спекающихся углей, которые получили наименование «Свято-Макарьевского угольного месторождения», а позднее — Спасское месторождение бурых углей.
По его инициативе во Владивостоке открывают отделение Императорского Русского технического общества, которое он и возглавляет вплоть до отъезда в Среднюю Азию в 1901 году, где занимается инженерными проблемами водоснабжения. В Средней Азии П. Н. Горлов разработал источники воды, углубил опускные колодцы, ввёл очистку воды через пески дна в Чарджуе, исследовал провалы поверхности на Оренбург-Ташкентской железной дороге и доказал нецелесообразность строительства обходной дороги.
В это же время он публикует ряд трудов, которые посвящены проблемам угольной отрасли. Во время русско-японской войны 1904—1905 годах он был приглашён правительством в Маньчжурию, где вносит значительный вклад в развитие угольной промышленности региона. В 1909 году П. Н. Горлов возвращается во Владивосток, где дает консультации горнопромышленникам региона и работает над трудом «Петербург Невы еще не знает», в котором решает проблему снабжения питьевой водой жителей Санкт-Петербурга.
Последние годы жизни П. Н. Горлов провёл в Санкт-Петербурге, где работал в департаменте горного дела. Именно в это время он берётся за написание труда «История горнозаводского дела на территории Донецкого кряжа и вблизи Керчи», который так и не был полностью опубликован. 20 ноября 1915 года Пётр Николаевич Горлов скончался в Петрограде в возрасте 76 лет из-за крупозного воспаления лёгких. Похоронен П. Н. Горлов в Красном Селе на кладбище, которое в 1930-х гг. было снесено вместе с церковью. Точное месторасположение могилы П. Н. Горлова на данный момент не известно.

## Интересные факты

Памятник П. Н. Горлову в Горловке

- В 1989 году группа альпинистов из Горловки, Киева и Москвы на правах первопроходцев назвала именем П. Н. Горлова горный перевал на Южном отроге Заалтайского хребта Северо-Восточного Памира, а в 1991 году — в районе Восточной части Центрального Тянь-Шаня.
- В 1999 году в центре Горловки П. Н. Горлову был установлен небольшой памятник.
- В Горловке учреждена медаль им П. Н. Горлова
- В память о П. Н. Горлове был выпущен значок, автором которого является Заслуженный художник Украины Л. Ф. Толстов, и конверт художника А. Никифорова.
- Имя "Горловка" носит малый десантный корабль на воздушной подушке «Горловка».
- Внук П. Н. Горлова Дмитрий Владимирович Горлов — русский советский график, скульптор, мастер декоративно-прикладной пластики, один из основоположников отечественной анималистики.